# 81. nordlige breddekreds
Den 81. nordlige breddekreds (eller 81 grader nordlig bredde) er en breddekreds, der ligger 81 grader nord for ækvator. Den løber gennem Atlanterhavet, Ishavet, Europa, Asien og Nordamerika.